# 腺毛米饭花
腺毛米饭花（学名：Vaccinium iteophyllum var. glandulosum）为杜鹃花科越桔属下的一个变种。

## 扩展阅读
- 維基物種上的相關：腺毛米饭花